# 1871 en philosophie
Chronologie de la philosophie
- 1867
- 1868
- 1869
- 1870
- 1871
- 1872
- 1873
- 1874
- 1875

L’année 1871 a été marquée, en philosophie, par les événements suivants :

## Événements
- x

## Publications
- Du fondement de l'induction de Jules Lachelier.
- La Guerre civile en France, de Karl Marx, analyse du gouvernement révolutionnaire de la Commune de Paris, qui formule la doctrine communiste de la dictature du prolétariat.

## Naissances
- 23 janvier : Tōten Miyazaki, philosophe japonais, mort en 1922.
- 18 février : Ludwig Woltmann, anthropologue politique,
- 12 février : Gustave Rodrigues, philosophe français, mort en 1940.
- 18 février : Ludwig Woltmann, anthropologue politique, zoologue et philosophe allemand, mort en 1907.
- 31 mai : Giuseppe Rensi, philosophe et avocat italien, mort en 1941.

## Décès
- Pierre Leroux, philosophe et homme politique français, théoricien du socialisme, né en 1797.